# Констанція Маєр
Констанція Маєр (фр. Marie-Françoise-Constance Mayer-La Martinière, 9 березня, 1775, Шині — 26 травня, 1821, Париж) — французька художниця доби ампіру.

## Життєпис
Народилась в Шоні. Родина Майєр була німецького походження із Саксонії, котра давно натуралізувалась у Франції, звідси нефранцузьке прізвище родини. Констанція була народжена від позашлюбного зв'язку батька. Донку виховувала мати, а згодом батько влаштував її в монастир за французьким звичаєм того часу. Виховання в монастирі тривало до 1789 року. Родина була заможною і належала до багатих буржуа.

## Навчання
Молодість Констанції Майєр припала на період реформування художньої освіти в Парижі. Виникає дві сталі художні школи. Одна скупчилася біля авторитетного тоді Жака-Луї Давіда, де переважали юнаки. Другу очолив художник Жан-Батист Грьоз (1725—1805), куди почали зараховувати дівчат і жінок. Саме в останню і влаштувалась Констанція Майєр. Окрім Грьоза художниця користувалась порадами Жозефа-Бенуа Сюве (1743—1807). В школі Грьоза техніку живопису опановували Анна Грьоз, донька голови майсті, Керолайн Тошон, Філіберта Леду, донька французького архітектора Клода-Ніколя Леду (1736—1806). В своїй більшості учениці Грьоза копіювали оригінали голови майстерні.
З 1795 року Констанция Майєр почала виставляти власні твори в Паризькому Салоні.

## Стосунки з художником Прюдоном
З 1798 року рахують особисті стосунки між Констанциєю та художником Прюдоном, порадами якого вона теж користувалась. На той час від був обтяжений родиною з п'ятьма дітьми та дружиною, що божеволіла від алкоголю. Все закінчилося примусовим видаленням дружини Прюдона із родини та її лікуванням в божевільні. Констанція увійшла в родину художника як вихователька його дітей та його помічниця в майстерні. На їх стосунки дивились підозріло через діючу тоді офіційну заборону на стосунки з одруженими чоловіками. Сучасники розділились в думках про ці відносини: одні вважали їх непорядними і злочинними, інші — як платонічні.
Обидва створили декілька картин разом, але виставляли їх під ім'ям одного Прюдона. Бо художник вже мав популярність і продаж його картин давав більші суми після продажу. Одруження з Констанцією було неможливим через офіційно діючий шлюб з першою дружиною Прюдона.
Прюдон таки домігся розлучення, але пошлюбитися в помічницею не поспішав.

## Самогубство
Зараз неможливо встановити реальні причини самогубства художниці. Не останню роль зіграли і кризові стосунки з художником Прюдоном, з яким Констанція пов'язала власне життя. На депресію Констанції вплинули і скрутні економічні обставини, бо вона витратила значні суми на утримання п'ятьох дітей Прюдона через примусове утримання його першої дружини в божевільні.
Достеменно відомо, що Констанція простилася з ученицею Софі Дюпра об 11 годині 26 травня 1821 року, а згодом покінчила життя самогубством.
Серед приводів трагедії сучасники називали її невпевненість в собі по смерті батька, скандал з Прюдоном, коли той відмовився одружитися с нею офіційно (на що так розраховувала Констанція), її вік (46 років), перспектива самотності і наслідки жіночого клімакса тощо.
Через рік по смерті художниці Прюдон організував виставку її творів.
Констанція Маєр та П'єр Поль Прюдон поховані в одній могилі на цвинтарі Пер-Лашез в Парижі.